# Determinizm
Determinizm przyczynowy (łac. determinare – oddzielić, ograniczyć, określić) – koncepcja filozoficzna, według której wszystkie zdarzenia w ramach przyjętych paradygmatów są połączone związkiem przyczynowo-skutkowym, a zatem każde zdarzenie i stan jest zdeterminowane przez swoje uprzednio istniejące przyczyny (również zdarzenia i stany).
W wypadku najpowszechniejszego tzw. determinizmu fizycznego (zwanego też nomologicznym lub naukowym) oznacza to powszechne obowiązywanie praw natury w całej przyrodzie bez wyjątku, także w człowieku. Zatem całkowite poznanie stanu Wszechświata w dowolnym momencie, wraz z całością reguł jego działania, gwarantowałoby bezbłędną prognozę jego dalszych losów – zob. demon Laplace’a. Determinizm wyklucza przypadek jako zjawisko obiektywne: poczucie losowości jest wyłącznie stanem subiektywnym wynikającym z niedoboru informacji.
Modele deterministyczne stosuje się w wielu naukach takich jak prognozowanie pogody i badanie klimatu, fizyka czy ekonomia. Ograniczeniem jest niedobór informacji i złożoność obliczeniowa; co więcej, można pokazać, że w wielu wypadkach prognozowanie zjawiska deterministycznego jest bardzo trudne jeśli nie niemożliwe (np. z uwagi na tzw. chaos deterministyczny). Natomiast możliwość pełnego poznania złożonych układów takich jak wszechświat jest czysto hipotetyczna i dyskusyjna, np. na poziomie kwantowym z uwagi na zasadę nieoznaczoności Heisenberga. 
Przyjęcie lub odrzucenie determinizmu rzutuje na rozumienie świata czy teorię moralną.

## Determinizm a wolna wola
Związek przyczynowo-skutkowy dotyczy także zjawisk psychicznych i zachowania człowieka. Determinizm neguje więc istnienie klasycznie rozumianej wolnej woli (rozumianej jeszcze tak, jak u św. Augustyna i Boecjusza). O ile rygorystyczny (twardy) determinizm zupełnie odrzuca to pojęcie, umiarkowani determiniści (tzw. kompatybiliści) radykalnie zmieniają jego sens: przyznają człowiekowi „wolną wolę” w decydowaniu o działaniach jednocześnie zastrzegając, że sama „wolna wola” jest zdeterminowana przez przeszłe stany (mając określoną przeszłość nie mogę chcieć czegoś innego). W ten sposób oba nurty zgadzają się, że działanie ludzkie jest determinowane przez przeszłe stany, a zatem różnica między oboma nurtami jest czysto semantyczna.

## Determinizm poza fizyką
Przykład modelu wszechrzeczy, który reprezentuje determinizm przyczynowy, ale nie nomologiczny, odnaleźć można w średniowiecznej filozofii św. Tomasza z Akwinu. Gottfried Leibniz wierzył, że wszystkie zdarzenia we Wszechświecie i jego własności mają swoje przyczyny, zgodnie z zasadą racji dostatecznej (por. pierwsze zasady). Wierzył jednak, że przyczyny tkwią nie tylko w przeszłości: rozróżniał przyczyny sprawcze i celowe. Innym deterministą był Baruch Spinoza, który wywarł wpływ na Einsteina – także zdeklarowanego deterministę.
Z założenia nauką deterministyczną powinna być matematyka (dotyczy to też probabilistyki, gdzie prawdopodobieństwo jest przypisaną deterministycznie wartością).
W naukach społecznych determinizm bywa też rozumiany jako uproszczone wyjaśnienie zjawisk opierające się na pojedynczej przyczynie (determinizm geograficzny, ekonomiczny, środowiskowy, technologiczny).

## Przedstawiciele[8]
- Parmenides z Elei,
- atomiści,
- stoicy,
- epikurejczycy,
- René Descartes,
- Thomas Hobbes,
- Baruch Spinoza,
- Gottfried Wilhelm Leibniz,
- Jan Kalwin,
- Huldrych Zwingli,
- pozytywiści,
- marksiści,
- psychoanalitycy.

Fikcyjnym deterministą był Merowing z filmu Matrix Reaktywacja.